# Віброгранулятор

Лабораторний багатофункційний вібраційний пристій (подрібнювач, віброгранулятор).

Віброгранулятор — гранулятор періодичної дії. В одному з варіантів виконання циліндричні робочі камери гранулятора розміщують на гумових тримачах, зв'язаних з приводом. Амплітуда i частота вібрацій регулюються. Процес грануляції у порівнянні з імпелерними грануляторами пришвидчується в 2-3 рази. Одержувані гранули рівномірні за крупністю, як правило, кулеподібні.